# Чемпионат СССР по фигурному катанию
Чемпионат СССР по фигурному катанию на коньках — ежегодное соревнование по фигурному катанию на коньках за звание чемпиона СССР. Соревнования проводились в следующих дисциплинах: мужском и женском одиночном катании, парном фигурном катании и в спортивных танцах на льду.

## История
Почти сразу после революции Николай Александрович Панин-Коломенкин и его ученики (Ксения Цезар, Лидия Попова и другие) стали создавать секции по фигурному катанию на коньках. В 1920 году были организованы первые национальные соревнования на катке ипподрома Семёновского плаца, по данным «Динамо» первенство разыгрывалось и в 1923. С середины 1920-х годов стали регулярно проводиться чемпионаты Москвы и Ленинграда. 
В феврале 1924 года впервые состоялось первенство СССР, в программе были соревнования среди мужчин-одиночников и спортивных пар. Позже проводились соревнования и среди женщин. Выступления проходили на открытом льду под духовой оркестр. В довоенное время проводились всесоюзные турниры (первенства), различные источники дают отличающиеся друг от друга сведения о годах проведения этих турниров.
В 1936 году была создана секция (позднее — федерация) фигурного катания СССР, после её создания проводились уже официальные первенства (лично-командные первенства), причём по официальному подсчёту чемпионат 1937 года идёт пятым. С 1964 — чемпионаты СССР. В годы Великой Отечественной войны чемпионат был проведён только в 1945 году.
Как правило, чемпионаты проводились в конце февраля — начале марта, с 1967 — в первой половине января, с сезона 1971/72 — в годы Олимпиад — в апреле, в 1962, 1966, 1974, 1978 — в марте в рамках Спартакиад народов СССР, а в 1958 — в рамках Зимней Спартакиады РСФСР. С сезона 1987/88 было решено проводить чемпионат во второй половине декабря (поэтому в календарном 1987 году фактически прошли два чемпионата — сезона 1986/87 в январе, в Вильнюсе и сезона 1987/88 в декабре, в Ереване, названном «Всесоюзные соревнования по фигурному катанию на коньках и танцам на льду среди сильнейших фигуристов»).
Последний чемпионат Советского Союза прошёл в 56-й раз 5-8 декабря 1991 года в Киеве. После распада СССР новые независимые государства начали проводить свои национальные чемпионаты.

## Медалисты

### Мужчины
| Медалисты в мужском одиночном катании | Медалисты в мужском одиночном катании | Медалисты в мужском одиночном катании             | Медалисты в мужском одиночном катании      | Медалисты в мужском одиночном катании      |
| ------------------------------------- | ------------------------------------- | ------------------------------------------------- | ------------------------------------------ | ------------------------------------------ |
| Сезоны                                | Место проведения                      | Золото                                            | Серебро                                    | Бронза                                     |
| 1923/24                               | Москва                                | Юрий Зельдович                                    | Гейдингер                                  | Стриженов                                  |
| 1926/27                               | Москва                                | Юрий Зельдович                                    | Юрий Станкевич                             |                                            |
| 1927/28                               | Москва                                | Юрий Зельдович                                    | Леонид Шапошников                          | Михаил Станкевич                           |
| 1928/29—1931/32                       | соревнования не проводились *         | соревнования не проводились *                     | соревнования не проводились *              | соревнования не проводились *              |
| 1932/33                               | Горький                               | Иван Богоявленский *                              | Вадим Дмитриев                             | Стрелков                                   |
| 1933/34—1935/36                       | соревнования не проводились *         | соревнования не проводились *                     | соревнования не проводились *              | соревнования не проводились *              |
| 1936/37 **                            | Москва                                | Пётр Чернышёв                                     | Пётр Орлов                                 | Сергей Васильев                            |
| 1937/38                               | Ленинград                             | Пётр Чернышёв                                     | Пётр Орлов                                 | Сергей Васильев                            |
| 1938/39                               | Горький                               | Пётр Чернышёв                                     | Сергей Васильев                            | Пётр Орлов                                 |
| 1939/40                               | соревнования не проводились           | соревнования не проводились                       | соревнования не проводились                | соревнования не проводились                |
| 1940/41                               | Ленинград                             | Пётр Чернышёв Ленинград                           | Сергей Васильев Москва                     | Пётр Орлов Ленинград                       |
| 1941/42—1943/44                       | соревнования не проводились           | соревнования не проводились                       | соревнования не проводились                | соревнования не проводились                |
| 1944/45                               | Горький                               | Сергей Васильев «Красная Армия»                   | Пётр Чернышёв «Динамо» Ленинград           | Борис Подкопаев «Динамо» Москва            |
| 1945/46                               | Москва                                | Пётр Орлов «Буревестник» Ленинград                | Сергей Васильев «Динамо» Москва            | Пётр Чернышёв «Динамо» Ленинград           |
| 1946/47                               | Горький                               | Пётр Орлов «Буревестник» Ленинград                | Сергей Васильев «Динамо» Москва            | Пётр Чернышёв «Динамо» Ленинград           |
| 1947/48                               | Москва                                | Сергей Васильев «Динамо» Москва                   | Пётр Орлов «Динамо» Ленинград              | Пётр Чернышёв «Динамо» Ленинград           |
| 1948/49                               | Горький                               | Сергей Васильев «Динамо» Москва                   | Пётр Чернышёв «Динамо» Ленинград           | Пётр Орлов «Динамо» Ленинград              |
| 1949/50                               | Калинин                               | Сергей Васильев «Динамо» Москва                   | Пётр Орлов «Динамо» Ленинград              | Борис Подкопаев «Динамо» Москва            |
| 1950/51                               | Тула                                  | Пётр Орлов «Динамо» Ленинград                     | Сергей Васильев «Динамо» Москва            | Борис Подкопаев «Динамо» Москва            |
| 1951/52                               | Москва                                | Иван Митрущенков «Динамо» Уфа                     | Сергей Васильев «Динамо» Москва            | Валентин Захаров ВЦСПС Москва              |
| 1952/53                               | Ярославль                             | Валентин Захаров «Наука» Москва                   | Пётр Орлов «Динамо» Ленинград              | Иван Митрущенков «Динамо» Уфа              |
| 1953/54                               | Киров                                 | Валентин Захаров «Наука» Москва                   | Игорь Персианцев «Динамо» Москва           | Олег Симонтовский «Наука» Москва           |
| 1954/55                               | Москва                                | Игорь Персианцев «Динамо» Москва                  | Олег Симантовский «Наука» Москва           | Лев Михайлов «Спартак» Москва              |
| 1955/56                               | Архангельск                           | Лев Михайлов «Спартак» Москва                     | Олег Симонтовский «Буревестник» Москва     | Игорь Персианцев «Динамо» Москва           |
| 1956/57                               | Москва                                | Лев Михайлов «Спартак» Москва                     | Валентин Захаров «Буревестник» Москва      | Олег Симонтовский «Буревестник» Москва     |
| 1957/58                               | Свердловск                            | Лев Михайлов «Спартак» Москва                     | Валентин Захаров «Буревестник» Москва      | Игорь Персианцев «Динамо» Москва           |
| 1958/59                               | Москва                                | Лев Михайлов Советская Армия Москва               | Игорь Персианцев «Динамо» Москва           | Олег Симонтовский «Буревестник» Москва     |
| 1959/60                               | Москва                                | Лев Михайлов Советская Армия Москва               | Олег Симантовский «Буревестник» Москва     | Игорь Персианцев «Динамо» Москва           |
| 1960/61                               | Москва                                | Валерий Мешков «Буревестник» Москва               | Олег Симонтовский «Буревестник» Москва     | Александр Веденин «Труд» Москва            |
| 1961/62                               | Свердловск                            | Валерий Мешков «Буревестник» Москва               | Александр Гаврилов «Буревестник» Ленинград | Александр Веденин «Труд» Москва            |
| 1962/63                               | Москва                                | Александр Веденин Москва                          | Владимир Куренбин Ленинград                | Валерий Мешков Москва                      |
| 1963/64                               | Киров                                 | Валерий Мешков Москва                             | Сергей Четверухин Москва                   | Алексей Мишин Ленинград                    |
| 1964/65                               | Киев                                  | Александр Веденин Москва                          | Валерий Мешков Москва                      | Сергей Четверухин Москва                   |
| 1965/66                               | Киев                                  | Валерий Мешков Москва                             | Сергей Четверухин Москва                   | Владимир Куренбин Ленинград                |
| 1966/67                               | Куйбышев                              | Сергей Четверухин «Труд»Москва                    | Владимир Куренбин «Буревестник» Ленинград  | Валерий Мешков ЦСКА Москва                 |
| 1967/68                               | Воскресенск                           | Сергей Четверухин Москва                          | Валерий Мешков ЦСКА Москва                 | Владимир Куренбин Ленинград                |
| 1968/69                               | Ленинград                             | Сергей Четверухин Москва                          | Владимир Куренбин Ленинград                | Сергей Волков Московская область           |
| 1969/70                               | Киев                                  | Сергей Четверухин Москва                          | Сергей Волков Московская область           | Юрий Овчинников Ленинград                  |
| 1970/71                               | Рига                                  | Сергей Четверухин «Труд» Москва                   | Сергей Волков «Динамо» Московская область  | Юрий Овчинников «Буревестник» Ленинград    |
| 1971/72                               | Минск                                 | Владимир Ковалёв «Труд» Москва                    | Сергей Волков «Спартак» Московская область | Игорь Бобрин «Буревестник» Ленинград       |
| 1972/73                               | Ростов-на-Дону                        | Сергей Четверухин «Труд» Москва                   | Юрий Овчинников «Буревестник» Ленинград    | Сергей Волков «Спартак» Московская область |
| 1973/74                               | Свердловск                            | Сергей Волков «Спартак» Московская область        | Юрий Овчинников «Буревестник» Ленинград    | Владимир Ковалёв «Труд» Москва             |
| 1974/75                               | Киев                                  | Юрий Овчинников «Буревестник» Ленинград           | Сергей Волков «Спартак» Московская область | Владимир Ковалёв «Труд» Москва             |
| 1975/76                               | Волгоград                             | Сергей Волков Вооружённые Силы Московская область | Юрий Овчинников «Буревестник» Ленинград    | Игорь Бобрин «Буревестник» Ленинград       |
| 1976/77                               | Вильнюс                               | Владимир Ковалёв «Динамо» Москва                  | Юрий Овчинников Вооружённые Силы Ленинград | Сергей Волков «Спартак» Московская область |
| 1977/78                               | Свердловск                            | Игорь Бобрин «Буревестник» Ленинград              | Владимир Ковалёв «Динамо» Москва           | Константин Кокора «Буревестник» Москва     |
| 1978/79                               | Запорожье                             | Константин Кокора «Буревестник» Москва            | Игорь Бобрин «Буревестник» Ленинград       | Владимир Котин «Спартак» Ленинград         |
| 1979/80                               | Харьков                               | Игорь Бобрин «Буревестник» Ленинград              | Владимир Котин «Спартак» Ленинград         | Константин Кокора «Буревестник» Москва     |
| 1980/81                               | Одесса                                | Игорь Бобрин «Буревестник» Ленинград              | Александр Фадеев «Спартак» Казань          | Владимир Котин «Спартак» Ленинград         |
| 1981/82                               | Рига                                  | Игорь Бобрин «Буревестник» Ленинград              | Владимир Котин «Динамо» Москва             | Александр Фадеев «Спартак» Казань          |
| 1982/83                               | Челябинск                             | Александр Фадеев «Спартак» Москва                 | Игорь Бобрин «Динамо» Ленинград            | Виталий Егоров «Авангард» Харьков          |
| 1983/84                               | Ташкент                               | Виталий Егоров «Авангард» Харьков                 | Леонид Казнаков «Труд» Ленинград           | Виктор Петренко «Спартак» Одесса           |
| 1984/85                               | Днепропетровск                        | Владимир Котин «Динамо» Москва                    | Виталий Егоров «Авангард» Харьков          | Леонид Казнаков Вооружённые Силы Ленинград |
| 1985/86                               | Ленинград                             | Александр Фадеев Вооружённые Силы Москва          | Виктор Петренко «Спартак» Одесса           | Виталий Егоров «Авангард» Харьков          |
| 1986/87                               | Вильнюс                               | Александр Фадеев Вооружённые Силы Москва          | Виктор Петренко Профсоюзы Одесса           | Виталий Егоров «Авангард» Харьков          |
| 1987/88                               | Ереван                                | Александр Фадеев Вооружённые Силы Москва          | Виктор Петренко Профсоюзы Одесса           | Владимир Котин «Динамо» Москва             |
| 1988/89                               | Киев                                  | Александр Фадеев Москва                           | Дмитрий Громов Москва                      | Юрий Цымбалюк Одесса                       |
| 1989/90                               | Ленинград                             | Александр Фадеев                                  | Виктор Петренко                            | Дмитрий Громов                             |
| 1990/91                               | Минск                                 | Виктор Петренко Одесса                            | Вячеслав Загороднюк Одесса                 | Алексей Урманов Санкт-Петербург            |
| 1991/92                               | Киев                                  | Алексей Урманов Санкт-Петербург                   | Вячеслав Загороднюк Одесса                 | Виктор Петренко Одесса                     |

### Женщины
| Медалисты в женском одиночном катании | Медалисты в женском одиночном катании | Медалисты в женском одиночном катании          | Медалисты в женском одиночном катании              | Медалисты в женском одиночном катании            |                             |
| ------------------------------------- | ------------------------------------- | ---------------------------------------------- | -------------------------------------------------- | ------------------------------------------------ | --------------------------- |
| Сезоны                                | Место проведения                      | Золото                                         | Серебро                                            | Бронза                                           |                             |
| 1927/1928                             | Москва                                | Мария Петрова                                  | М.Мацелис                                          |                                                  |                             |
| 1928/29—1931/32                       | соревнования не проводились           | соревнования не проводились                    | соревнования не проводились                        | соревнования не проводились                      |                             |
| 1932/1933                             | Горький                               | Татьяна Гранаткина ***                         | не было других участниц                            | не было других участниц                          |                             |
| 1933/34—1935/36                       | соревнования не проводились           | соревнования не проводились                    | соревнования не проводились                        | соревнования не проводились                      |                             |
| 1936/1937 **                          | Москва                                | Татьяна Гранаткина ***                         | Евгения Оборина                                    | не было других участниц                          |                             |
| 1937/1938                             | Ленинград                             | Евгения Оборина                                | Нина Леплинская                                    |                                                  |                             |
| 1938/1939                             | Горький                               | Евгения Оборина                                | Нина Леплинская                                    | Юлия Николаева                                   |                             |
| 1939/1940                             | соревнования не проводились           | соревнования не проводились                    | соревнования не проводились                        | соревнования не проводились                      |                             |
| 1940/41                               | Ленинград                             | Евгения Алексеева Ленинград                    | Вайке Кальюве Таллин                               | Юлия Николаева Москва                            |                             |
| 1942—1944                             | соревнования не проводились           | соревнования не проводились                    | соревнования не проводились                        | соревнования не проводились                      | соревнования не проводились |
| 1944/1945                             | Горький                               | Вайке Падури «Динамо» Таллин                   | Евгения Васильева «Динамо» Москва                  | Лидия Соколова «Динамо» Москва                   |                             |
| 1945/1946                             | Москва                                | Евгения Алексеева «Динамо» Таллин              | Вайке Падури «Динамо» Таллин                       | Юлия Катханова «Динамо» Москва                   |                             |
| 1946/1947                             | Горький                               | Юлия Николаева Москва                          | Вайке Падури «Динамо» Таллин                       | Татьяна Гранаткина «Динамо» Москва               |                             |
| 1947/1948                             | Москва                                | Юлия Николаева «Динамо» Москва                 | Айно-Вайке Падури «Динамо» Таллин                  | Евгения Алексеева «Динамо» Ленинград             |                             |
| 1948/1949                             | Горький                               | Юлия Николаева «Динамо» Москва                 | Евгения Алексеева «Динамо» Ленинград               | Нонна Картавенко «Динамо» Москва                 |                             |
| 1949/1950                             | Калинин                               | Юлия Николаева «Динамо» Москва                 | Нонна Картавенко «Динамо» Москва                   | Турченко Е. «Динамо» Ленинград                   |                             |
| 1950/1951                             | Калинин                               | Юлия Николаева «Динамо» Москва                 | Нонна Картавенко «Динамо» Москва                   | Майя Беленькая «Динамо» Ленинград                |                             |
| 1951/1952                             | Москва                                | Юлия Николаева «Динамо» Москва                 | Нонна Картавенко «Динамо» Москва                   | Майя Беленькая «Динамо» Ленинград                |                             |
| 1952/1953                             | Ярославль                             | Нонна Картавенко «Динамо» Москва               | Евгения Богданова «Динамо» Москва                  | Марина Гранаткина «Наука» Москва                 |                             |
| 1953/1954                             | Киров                                 | Татьяна Лихарева «Динамо» Москва               | Евгения Богданова «Динамо» Москва                  | Марина Гранаткина «Наука» Москва                 |                             |
| 1954/1955                             | Москва                                | Татьяна Лихарева «Динамо» Москва               | Евгения Богданова «Динамо» Москва                  | Елена Осипова «Динамо» Москва                    |                             |
| 1955/1956                             | Архангельск                           | Евгения Богданова «Динамо» Москва              | Татьяна Лихарева «Динамо» Москва                   | Татьяна Медведева «Спартак»                      |                             |
| 1956/1957                             | Москва                                | Елена Осипова «Динамо» Москва                  | Татьяна Лихарева «Динамо» Москва                   | Евгения Богданова «Динамо» Москва                |                             |
| 1957/1958                             | Свердловск                            | Татьяна Лихарева «Динамо» Москва               | Евгения Богданова «Динамо» Москва                  | Елена Осипова «Динамо» Москва                    |                             |
| 1958/1959                             | Москва                                | Татьяна Лихарева «Динамо» Москва               | Евгения Богданова «Динамо» Москва                  | Ирина Ершова «Спартак» Москва                    |                             |
| 1959/1960                             | Москва                                | Татьяна Немцова Стадион «Юных пионеров» Москва | Тамара Братусь Спортивная школа молодёжи Ленинград | Татьяна Лихарева «Динамо» Москва                 |                             |
| 1960/1961                             | Москва                                | Татьяна Немцова «Труд» Москва                  | Тамара Братусь «Буревестник» Ленинград             | Ирина Гришкова «Труд» Москва                     |                             |
| 1961/1962                             | Свердловск                            | Тамара Братусь «Буревестник» Ленинград         | Ирина Люлякова «Труд» Москва                       | Татьяна Немцова «Труд» Москва                    |                             |
| 1962/1963                             | Москва                                | Тамара Братусь Ленинград                       | Татьяна Жук Москва                                 | Татьяна Немцова Москва                           |                             |
| 1963/64                               | Киров                                 | Тамара Москвина Ленинград                      | Татьяна Немцова Москва                             | Татьяна Логинова                                 |                             |
| 1964/1965                             | Киев                                  | Тамара Москвина Ленинград                      | Елена Слепова Москва                               | Елена Щеглова Москва                             |                             |
| 1965/1966                             | Киев                                  | Тамара Москвина Ленинград                      | Галина Гржибовская Москва                          | Елена Слепова Москва                             |                             |
| 1966/1967                             | Куйбышев                              | Елена Щеглова ЦСКА Москва                      | Галина Гржибовская «Труд» Москва                   | Елена Александрова «Динамо» Москва               |                             |
| 1967/1968                             | Воскресенск                           | Галина Гржибовская Москва                      | Тамара Москвина Ленинград                          | Елена Александрова Москва                        |                             |
| 1968/1969                             | Ленинград                             | Елена Щеглова Москва                           | Галина Гржибовская Москва                          | Елена Александрова Москва                        |                             |
| 1969/70                               | Киев                                  | Елена Александрова Ленинград                   | Елена Щеглова Москва                               | Алла Корнева Ленинград                           |                             |
| 1970/1971                             | Рига                                  | Марина Титова «Спартак» Московская область     | Елена Александрова «Динамо» Ленинград              | Елена Котова «Спартак» Москва                    |                             |
| 1971/1972                             | Минск                                 | Марина Титова «Спартак» Московская область     | Татьяна Оленева «Буревестник» Ленинград            | Елена Котова «Спартак» Московская область        |                             |
| 1972/1973                             | Ростов-на-Дону                        | Татьяна Оленева «Буревестник» Ленинград        | Марина Саная Вооружённые Силы Москва               | Людмила Баконина «Локомотив» Москва              |                             |
| 1973/1974                             | Свердловск                            | Людмила Баконина «Локомотив» Москва            | Татьяна Оленева «Буревестник» Ленинград            | Елена Лыткина Вооружённые Силы Москва            |                             |
| 1974/1975                             | Киев                                  | Людмила Баконина «Локомотив» Москва            | Татьяна Ракомса «Труд» Москва                      | Елена Лыткина Вооружённые Силы Москва            |                             |
| 1975/1976                             | Волгоград                             | Елена Водорезова Вооружённые Силы Москва       | Наталья Стрелкова «Буревестник» Ленинград          | Людмила Баконина «Локомотив» Москва              |                             |
| 1976/1977                             | Вильнюс                               | Елена Водорезова Вооружённые Силы Москва       | Людмила Баконина «Локомотив» Москва                | Марина Кульбицкая «Труд» Ленинград               |                             |
| 1977/1978                             | Свердловск                            | Людмила Баконина «Локомотив» Москва            | Марина Игнатова «Динамо» Московская область        | Жанна Ильина «Буревестник» Ленинград             |                             |
| 1978/1979                             | Запорожье                             | Кира Иванова «Динамо» Московская область       | Наталья Стрелкова «Буревестник» Ленинград          | Марина Игнатова «Динамо» Московская область      |                             |
| 1979/1980                             | Харьков                               | Елена Водорезова Вооружённые Силы Москва       | Наталья Стрелкова «Буревестник» Ленинград          | Алла Фомичёва «Динамо» Московская область        |                             |
| 1980/1981                             | Одесса                                | Кира Иванова «Динамо» Московская область       | Алла Фомичёва «Динамо» Московская область          | Марина Серова «Буревестник» Ленинград            |                             |
| 1981/1982                             | Рига                                  | Елена Водорезова Вооружённые Силы Москва       | Анна Антонова «Зенит» Ленинградская область        | Анна Кондрашова «Динамо» Москва                  |                             |
| 1982/1983                             | Челябинск                             | Елена Водорезова Вооружённые Силы Москва       | Анна Кондрашова Вооружённые Силы Москва            | Анна Антонова Вооружённые Силы Ленинград         |                             |
| 1983/1984                             | Ташкент                               | Наталья Лебедева «Буревестник» Свердловск      | Марина Серова «Спартак» Ленинград                  | Анна Антонова Вооружённые Силы Ленинград         |                             |
| 1984/1985                             | Днепропетровск                        | Анна Кондрашова Вооружённые Силы Москва        | Кира Иванова «Динамо» Московская область           | Наталья Лебедева «Буревестник» Свердловск        |                             |
| 1985/1986                             | Ленинград                             | Анна Кондрашова Вооружённые Силы Москва        | Кира Иванова «Динамо» Москва                       | Наталья Лебедева «Буревестник» Свердловск        |                             |
| 1986/1987                             | Вильнюс                               | Анна Кондрашова Вооружённые Силы Москва        | Кира Иванова «Динамо» Москва                       | Наталья Скрабневская «Динамо» Московская область |                             |
| 1987/1988                             | Ереван                                | Анна Кондрашова Вооружённые Силы Москва        | Кира Иванова «Динамо» Москва                       | Наталья Горбенко Профсоюзы Киев                  |                             |
| 1988/1989                             | Киев                                  | Наталья Горбенко Профсоюзы Киев                | Наталья Лебедева Профсоюзы Свердловск              | Анна Лозовик Профсоюзы Одесса                    |                             |
| 1989/1990                             | Ленинград                             | Наталья Лебедева Профсоюзы Свердловск          | Наталья Скрабневская «Динамо» Московская область   | Лариса Замотина Профсоюзы Свердловск             |                             |
| 1990/1991                             | Минск                                 | Юлия Воробьёва РСФСР                           | Наталья Горбенко Украинская ССР                    | Лариса Замотина РСФСР                            |                             |
| 1991/1992                             | Киев                                  | Юлия Воробьёва Москва                          | Татьяна Рачкова Москва                             | Мария Бутырская Москва                           |                             |

### Пары
| Медалисты в парном катании | Медалисты в парном катании    | Медалисты в парном катании                                                                           | Медалисты в парном катании                                                 | Медалисты в парном катании                                                                              |
| -------------------------- | ----------------------------- | --- | -------------------------------------------------------------------------- | --- |
| Сезоны                     | Место проведения              | Золото                                                                                               | Серебро                                                                    | Бронза                                                                                                  |
| 1923/24                    | Москва                        | Александра Быковская / Юрий Зельдович М.Р. Яхт-клуб, Москва                                          | Милль / Розанов Моссовет, Москва                                           | не было других участников                                                                               |
| 1926/27                    | Москва                        | Татьяна Кузнецова / Михаил Станкевич Москва                                                          | Фролова / Алексеев Москва                                                  | Каарна / Степанов Москва                                                                                |
| 1927/28                    | Москва                        | Мария Ласкевич / Игорь Вонзблейн                                                                     | Татьяна Кузнецова / Михаил Станкевич                                       | Мацелис М. / Захаров В.                                                                                 |
| 1928/29—1931/32            | соревнования не проводились   | соревнования не проводились                                                                          | соревнования не проводились                                                | соревнования не проводились                                                                             |
| 1932/33                    | Горький                       | Валентина Крылова / Иван Крылов Москва                                                               | Татьяна Гранаткина / Александр Толмачёв Москва                             | Раиса Гандельсман / Александр Гандельсман                                                               |
| 1933/34—1935/36            | соревнования не проводились * | соревнования не проводились *                                                                        | соревнования не проводились *                                              | соревнования не проводились *                                                                           |
| 1936/37 **                 | Москва                        | Раиса Гандельсман / Александр Гандельсман Ленинград и Татьяна Гранаткина / Александр Толмачёв Москва | Ольга Дедова / Александр Климов                                            | не было других участников                                                                               |
| 1937/38                    | Ленинград                     | Татьяна Гранаткина / Александр Толмачёв Москва                                                       | Валентина Крылова / Иван Крылов <smallЛенинград                            | И. Крылова / Пётр Орлов Ленинград                                                                       |
| 1938/39                    | Горький                       | Раиса Гандельсман / Александр Гандельсман Ленинград                                                  | Татьяна Гранаткина / Александр Толмачёв Москва                             | / |
| 1939/40                    | соревнования не проводились   | соревнования не проводились                                                                          | соревнования не проводились                                                | соревнования не проводились                                                                             |
| 1940/41                    | Ленинград                     | Татьяна Гранаткина / Александр Толмачёв Москва                                                       | Раиса Гандельсман / Александр Гандельсман Ленинград                        | Пётр Орлов / Валентина Крылова Ленинград                                                                |
| 1941/42—1943/44            | соревнования не проводились   | соревнования не проводились                                                                          | соревнования не проводились                                                | соревнования не проводились                                                                             |
| 1944/45                    | Горький                       | Татьяна Гранаткина / Александр Толмачёв «Динамо» Москва                                              | Раиса Гандельсман / Александр Гандельсман «Ленинградский фронт»            | Ольга Дедова / Александр Климов Ленинград                                                               |
| 1945/46                    | Москва                        | Татьяна Гранаткина / Александр Толмачёв «Динамо» Москва                                              | Раиса Гандельсман / Александр Гандельсман «Динамо» Ленинград               | Лариса Новожилова / Самсон Глязер «Большевик» Москва                                                    |
| 1946/47                    | Горький                       | Татьяна Гранаткина / Александр Толмачёв «Динамо» Москва                                              | Раиса Гандельсман / Александр Гандельсман «Динамо» Ленинград               | Лариса Новожилова / Самсон Глязер «Большевик» Москва                                                    |
| 1947/48                    | Москва                        | Татьяна Гранаткина / Александр Толмачёв «Динамо» Москва                                              | Раиса Гандельсман / Александр Гандельсман «Динамо» Ленинград               | Лариса Новожилова / Самсон Глязер «Буревестник» Москва                                                  |
| 1948/49                    | Горький                       | Татьяна Гранаткина / Александр Толмачёв «Динамо» Москва                                              | Раиса Гандельсман / Александр Гандельсман «Динамо» Ленинград               | Нонна Картавенко / Борис Подкопаев «Динамо» Москва                                                      |
| 1949/50                    | Калинин                       | Татьяна Гранаткина / Александр Толмачёв «Динамо» Москва                                              | Майя Беленькая / Игорь Москвин «Динамо» Ленинград                          | Раиса Гандельсман / Александр Гандельсман «Динамо» Ленинград                                            |
| 1950/51                    | Калинин                       | Татьяна Гранаткина / Александр Толмачёв «Динамо» Москва                                              | Майя Беленькая / Игорь Москвин «Динамо» Ленинград                          | Лариса Новожилова / Самсон Глязер «Наука» Москва                                                        |
| 1951/52                    | Москва                        | Марина Гранаткина / Валентин Захаров ВЦСПС Москва                                                    | Лидия Герасимова / Юрий Киселёв «Динамо» Ленинград                         | Майя Беленькая / Игорь Москвин «Динамо» Ленинград                                                       |
| 1952/53                    | Ярославль                     | Майя Беленькая / Игорь Москвин «Динамо» Ленинград                                                    | Лидия Герасимова / Юрий Киселёв «Динамо» Ленинград                         | Маргарита Богоявленская / Олег Протопопов «Динамо» Ленинград                                            |
| 1953/54                    | Киров                         | Майя Беленькая / Игорь Москвин «Динамо» Ленинград                                                    | Лидия Герасимова / Юрий Киселёв «Динамо» Ленинград                         | Нина Бакушева / Станислав Жук «Динамо» Ленинград                                                        |
| 1954/55                    | Москва                        | Лидия Герасимова / Юрий Киселёв «Динамо» Ленинград                                                   | Майя Беленькая / Игорь Москвин «Динамо» Ленинград                          | Нина Бакушева / Станислав Жук «Динамо» Ленинград Людмила Белоусова / Олег Протопопов «Динамо» Ленинград |
| 1955/56                    | Архангельск                   | Лидия Герасимова / Юрий Киселёв «Динамо» Ленинград                                                   | Майя Беленькая / Игорь Москвин «Динамо» Ленинград                          | Нина Бакушева / Станислав Жук «Динамо» Ленинград                                                        |
| 1956/57                    | Москва                        | Нина Жук / Станислав Жук «Динамо» Ленинград                                                          | Людмила Белоусова / Олег Протопопов «Динамо» Ленинград                     | Майя Беленькая / Игорь Москвин «Динамо» Ленинград                                                       |
| 1957/58                    | Свердловск                    | Нина Жук / Станислав Жук «Динамо» Ленинград                                                          | Людмила Белоусова / Олег Протопопов «Динамо» Ленинград                     | Майя Беленькая / Игорь Москвин «Динамо» Ленинград                                                       |
| 1958/59                    | Москва                        | Нина Жук / Станислав Жук «Динамо» Ленинград                                                          | Людмила Белоусова / Олег Протопопов «Локомотив» Ленинград                  | Ильсия Мавликеева / Юрий Голунков «Буревестник» Казань                                                  |
| 1959/60                    | Москва                        | Татьяна Жук / Александр Гаврилов «Динамо» Ленинград                                                  | Галина Седова / Георгий Проскурин Стадион «Юных пионеров» Москва           | Белицкая С. / Белицкий В. «Динамо» Ленинград                                                            |
| 1960/61                    | Москва                        | Нина Жук / Станислав Жук «Динамо» Ленинград                                                          | Людмила Белоусова / Олег Протопопов «Локомотив» Ленинград                  | Татьяна Жук / Александр Гаврилов «Динамо» Ленинград                                                     |
| 1961/62                    | Свердловск                    | Людмила Белоусова / Олег Протопопов «Локомотив» Ленинград                                            | Татьяна Жук / Александр Гаврилов «Динамо» Ленинград                        | Татьяна Шаранова / Александр Горелик «Локомотив» Москва                                                 |
| 1962/63                    | Москва                        | Людмила Белоусова / Олег Протопопов Ленинград                                                        | Татьяна Жук / Александр Гаврилов Ленинград                                 | Галина Седова / Георгий Проскурин Москва                                                                |
| 1963/64                    | Киров                         | Людмила Белоусова / Олег Протопопов Ленинград                                                        | Татьяна Шаранова / Александр Горелик Москва                                | Татьяна Тарасова / Георгий Проскурин Москва                                                             |
| 1964/65                    | Киев                          | Тамара Москвина / Александр Гаврилов Ленинград                                                       | Татьяна Тарасова / Георгий Проскурин Москва                                | Людмила Суслина / Александр Тихомиров Москва                                                            |
| 1965/66                    | Киев                          | Людмила Белоусова / Олег Протопопов Ленинград                                                        | Татьяна Жук / Александр Горелик Москва                                     | Тамара Москвина / Алексей Мишин Ленинград                                                               |
| 1966/67                    | Куйбышев                      | Людмила Белоусова / Олег Протопопов «Локомотив»Ленинград                                             | Тамара Москвина / Алексей Мишин «Буревестник» Ленинград                    | Татьяна Шаранова / Анатолий Евдокимов ЦСКА Москва                                                       |
| 1967/68                    | Воскресенск                   | Людмила Белоусова / Олег Протопопов Ленинград                                                        | Тамара Москвина / Алексей Мишин Ленинград                                  | Ирина Роднина / Алексей Уланов Москва                                                                   |
| 1968/69                    | Ленинград                     | Тамара Москвина / Алексей Мишин Ленинград                                                            | Людмила Белоусова / Олег Протопопов                                        | Ирина Роднина / Алексей Уланов Москва                                                                   |
| 1969/70                    | Киев                          | Ирина Роднина / Алексей Уланов Москва                                                                | Людмила Смирнова / Андрей Сурайкин Ленинград                               | Галина Карелина / Георгий Проскурин Москва                                                              |
| 1970/71                    | Рига                          | Ирина Роднина / Алексей Уланов Вооружённые Силы Москва                                               | Людмила Смирнова / Андрей Сурайкин «Спартак» Ленинград                     | Галина Карелина / Георгий Проскурин «Динамо» Москва                                                     |
| 1971/72                    | Минск                         | Ирина Черняева / Василий Благов «Труд» Москва                                                        | Ирина Воробьёва / Александр Власов «Труд» Ленинград                        | Людмила Белоусова / Олег Протопопов «Локомотив» Ленинград                                               |
| 1972/73                    | Ростов-на-Дону                | Ирина Роднина / Александр Зайцев Вооружённые Силы Москва                                             | Ирина Черняева / Василий Благов «Труд» Москва                              | Людмила Смирнова / Алексей Уланов «Спартак» Ленинград                                                   |
| 1973/74                    | Свердловск                    | Ирина Роднина / Александр Зайцев Вооружённые Силы Москва                                             | Надежда Горшкова / Евгений Шеваловский Вооружённые Силы Москва             | Ирина Воробьёва / Александр Власов «Труд» Ленинград                                                     |
| 1974/75                    | Киев                          | Ирина Роднина / Александр Зайцев Вооружённые Силы Москва                                             | Надежда Горшкова / Евгений Шеваловский Вооружённые Силы Москва             | Марина Леонидова / Владимир Боголюбов «Зенит» Ленинград                                                 |
| 1975/76                    | Волгоград                     | Ирина Воробьёва / Александр Власов «Труд» Ленинград                                                  | Надежда Горшкова / Евгений Шеваловский Вооружённые Силы Москва             | Марина Леонидова / Владимир Боголюбов «Зенит» Ленинград                                                 |
| 1976/77                    | Вильнюс                       | Ирина Роднина / Александр Зайцев Вооружённые Силы Москва                                             | Ирина Воробьёва / Александр Власов «Труд» Ленинград                        | Марина Черкасова / Сергей Шахрай Вооружённые Силы Москва                                                |
| 1977/78                    | Свердловск                    | Марина Черкасова / Сергей Шахрай Вооружённые Силы Москва                                             | Марина Пестова / Станислав Леонович «Спартак» Свердловск                   | Юлия Ренник / Ардо Ренник «Спартак» Свердловск                                                          |
| 1978/79                    | Запорожье                     | Марина Черкасова / Сергей Шахрай Вооружённые Силы Москва                                             | Марина Пестова / Станислав Леонович Вооружённые Силы Свердловск            | Ирина Воробьёва / Игорь Лисовский «Буревестник» Ленинград                                               |
| 1979/80                    | Харьков                       | Марина Пестова / Станислав Леонович Вооружённые Силы Москва                                          | Ирина Воробьёва / Игорь Лисовский «Буревестник» Ленинград                  | Инна Волянская / Валерий Спиридонов «Труд» Москва                                                       |
| 1980/81                    | Одесса                        | Вероника Першина / Марат Акбаров Вооружённые Силы Москва                                             | Ирина Воробьёва / Игорь Лисовский «Буревестник» Ленинград                  | Марина Черкасова / Сергей Шахрай Вооружённые Силы Москва                                                |
| 1981/82                    | Рига                          | Марина Пестова / Станислав Леонович Вооружённые Силы Москва                                          | Вероника Першина / Марат Акбаров Вооружённые Силы Москва                   | Елена Валова / Олег Васильев «Труд» Ленинград                                                           |
| 1982/83                    | Челябинск                     | Марина Пестова / Станислав Леонович Вооружённые Силы Москва                                          | Вероника Першина / Марат Акбаров Вооружённые Силы Москва                   | Марина Австрийская / Юрий Квашнин Вооружённые Силы Москва                                               |
| 1983/84                    | Ташкент                       | Лариса Селезнёва / Олег Макаров «Зенит» Ленинград                                                    | Марина Австрийская / Юрий Квашнин Вооружённые Силы Москва                  | Елена Бечке / Валерий Корниенко «Спартак» Ленинград                                                     |
| 1984/85                    | Днепропетровск                | Лариса Селезнёва / Олег Макаров «Зенит» Ленинград                                                    | Елена Валова / Олег Васильев «Труд» Ленинград                              | Вероника Першина / Марат Акбаров «Динамо» Москва                                                        |
| 1985/86                    | Ленинград                     | Елена Валова / Олег Васильев «Труд» Ленинград                                                        | Екатерина Гордеева / Сергей Гриньков Вооружённые Силы Москва               | Вероника Першина / Марат Акбаров «Динамо» Москва                                                        |
| 1986/87                    | Вильнюс                       | Екатерина Гордеева / Сергей Гриньков Вооружённые Силы Москва                                         | Лариса Селезнёва / Олег Макаров Профсоюзы / Вооружённые силы Ленинград     | Елена Квитченко / Рашид Кадыркаев Профсоюзы / Вооружённые силы Ленинград                                |
| 1987/88                    | Ереван                        | Лариса Селезнёва / Олег Макаров Профсоюзы / Вооружённые силы Ленинград                               | Наталья Мишкутёнок / Артур Дмитриев Профсоюзы / Вооружённые силы Ленинград | Елена Квитченко / Рашид Кадыркаев Профсоюзы / Вооружённые силы Ленинград                                |
| 1988/89                    | Киев                          | Лариса Селезнёва / Олег Макаров Профсоюзы / Вооружённые силы Ленинград                               | Наталья Мишкутёнок / Артур Дмитриев Профсоюзы / Вооружённые силы Ленинград | Елена Квитченко / Рашид Кадыркаев Профсоюзы / Вооружённые силы Ленинград                                |
| 1989/1990                  | Ленинград                     | Лариса Селезнёва / Олег Макаров Профсоюзы Ленинград                                                  | Наталья Мишкутёнок / Артур Дмитриев Профсоюзы / Вооружённые силы Ленинград | Елена Леонова / Геннадий Красницкий Профсоюзы / Вооружённые силы Ленинград                              |
| 1990/91                    | Минск                         | Евгения Шишкова / Вадим Наумов Ленинград                                                             | Наталья Мишкутёнок / Артур Дмитриев Ленинград                              | Елена Бечке / Денис Петров Ленинград                                                                    |
| 1991/92                    | Киев                          | Елена Бечке / Денис Петров Санкт-Петербург                                                           | Евгения Шишкова / Вадим Наумов Санкт-Петербург                             | Марина Ельцова / Андрей Бушков Санкт-Петербург                                                          |

### Танцы
| Медалисты в танцах на льду | Медалисты в танцах на льду | Медалисты в танцах на льду                                    | Медалисты в танцах на льду                                              | Медалисты в танцах на льду                                    |
| -------------------------- | -------------------------- | ------------------------------------------------------------- | ----------------------------------------------------------------------- | ------------------------------------------------------------- |
| Годы                       | Место проведения           | Золото                                                        | Серебро                                                                 | Бронза                                                        |
| 1945/46 (конкурс)          | Москва                     | Антонина Некрасова / Александр Яковлев Москва                 | /                                                                       | /                                                             |
| 1946/47 (конкурс)          | Москва                     | Антонина Некрасова / Александр Яковлев Москва                 | Вайке Падури / Радин Таллин                                             | Раиса Гандельсман / Александр Гандельсман Ленинград           |
| 1947/48                    | Москва                     | Антонина Некрасова / Александр Яковлев Москва                 | Вайке Падури / Р.Кярзин Таллин                                          | Перцова / Шумилов                                             |
| 1957/58                    | Москва                     | Светлана Смирнова / Леонид Гордон Москва                      | /                                                                       | /                                                             |
| 1958/59                    | Москва                     | Светлана Смирнова / Владимир Белицкий «Динамо» Ленинград      | Сущинская А. / Томилин В. «Труд» Москва                                 | Ольга Полонская / Владимир Маркин «Труд» Москва               |
| 1959/60                    | Москва                     | /                                                             | /                                                                       | /                                                             |
| 1960/61                    | Москва                     | Белицкая С. / Владимир Белицкий «Динамо» Киев                 | Надежда Велле / Маркин В. «Труд» Москва                                 | Лариса Павлихина / Владимир Павлихин «Динамо» Москва          |
| 1961/62                    | Свердловск                 | /                                                             | /                                                                       | /                                                             |
| 1962/63                    | Москва                     | Надежда Велле / Александр Трещёв Москва                       | Валентина Лекомцева / Игорь Чикишев                                     | /                                                             |
| 1963/64                    | Киров                      | Людмила Пахомова / Виктор Рыжкин Москва                       | Надежда Велле / Александр Трещёв                                        | Валентина Лекомцева / Игорь Чикишев                           |
| 1964/65                    | Киев                       | Людмила Пахомова / Виктор Рыжкин Москва                       | Ирина Гришкова / Александр Трещёв                                       | Наталья Бах / Владимир Павлихин                               |
| 1965/66                    | Киев                       | Людмила Пахомова / Виктор Рыжкин Москва                       | Ирина Гришкова / Александр Трещёв                                       | Надежда Велле / Сергей Широков                                |
| 1966/67                    | Куйбышев                   | Ирина Гришкова / Виктор Рыжкин «ЦСКА» Москва                  | Людмила Пахомова / Александр Горшков «Динамо» Москва                    | Елена Слепова / Александр Трещёв «Труд» Москва                |
| 1967/68                    | Воскресенск                | Ирина Гришкова / Виктор Рыжкин Москва                         | Людмила Пахомова / Александр Горшков                                    | Татьяна Войтюк / Вячеслав Жигалин                             |
| 1968/69                    | Ленинград                  | Людмила Пахомова / Александр Горшков Москва                   | Татьяна Войтюк / Вячеслав Жигалин                                       | Елена Жаркова / Геннадий Карпоносов                           |
| 1969/70                    | Киев                       | Людмила Пахомова / Александр Горшков Москва                   | Татьяна Войтюк / Вячеслав Жигалин Москва                                | Елена Жаркова / Геннадий Карпоносов Москва                    |
| 1970/71                    | Рига                       | Людмила Пахомова / Александр Горшков «Динамо» Москва          | Татьяна Войтюк / Вячеслав Жигалин «Труд» Москва                         | Елена Жаркова / Геннадий Карпоносов «Динамо» Москва           |
| 1971/72                    | Минск                      | Татьяна Войтюк / Вячеслав Жигалин «Труд» Москва               | Елена Жаркова / Геннадий Карпоносов «Динамо» Москва                     | Ирина Моисеева / Андрей Миненков «Труд» Москва                |
| 1972/73                    | Ростов-на-Дону             | Людмила Пахомова / Александр Горшков «Динамо» Москва          | Татьяна Войтюк / Вячеслав Жигалин «Труд» Москва                         | Ирина Моисеева / Андрей Миненков «Труд» Москва                |
| 1973/74                    | Свердловск                 | Людмила Пахомова / Александр Горшков «Динамо» Москва          | Ирина Моисеева / Андрей Миненков «Труд» Москва                          | Светлана Алексеева / Александр Бойчук Вооружённые Силы Москва |
| 1974/75                    | Киев                       | Людмила Пахомова / Александр Горшков «Динамо» Москва          | Наталья Линичук / Геннадий Карпоносов «Динамо» Москва                   | Ирина Моисеева / Андрей Миненков «Труд» Москва                |
| 1975/76                    | Волгоград                  | Наталья Линичук / Геннадий Карпоносов «Динамо» Москва         | Ирина Моисеева / Андрей Миненков «Труд» Москва                          | Марина Зуева / Андрей Витман Вооружённые Силы Москва          |
| 1976/77                    | Вильнюс                    | Ирина Моисеева / Андрей Миненков «Труд» Москва                | Наталья Линичук / Геннадий Карпоносов «Динамо» Москва                   | Марина Зуева / Андрей Витман «Динамо» Москва                  |
| 1977/78                    | Свердловск                 | Наталья Карамышева / Ростислав Синицын «Локомотив» Свердловск | Елена Гаранина / Игорь Завозин «Спартак» Москва                         | Наталья Бестемьянова / Андрей Букин «Локомотив» Москва        |
| 1978/79                    | Запорожье                  | Наталья Линичук / Геннадий Карпоносов «Динамо» Москва         | Ирина Моисеева / Андрей Миненков «Труд» Москва                          | Наталья Карамышева / Ростислав Синицын «Локомотив» Свердловск |
| 1979/80                    | Харьков                    | Наталья Карамышева / Ростислав Синицын «Зенит» Днепропетровск | Наталья Бестемьянова / Андрей Букин Вооружённые Силы Москва             | Ольга Воложинская / Александр Свинин «Динамо» Москва          |
| 1980/81                    | Одесса                     | Наталья Линичук / Геннадий Карпоносов «Динамо» Москва         | Ирина Моисеева / Андрей Миненков «Локомотив» Москва                     | Наталья Бестемьянова / Андрей Букин Вооружённые Силы Москва   |
| 1981/82                    | Рига                       | Наталья Бестемьянова / Андрей Букин Вооружённые Силы Москва   | Ирина Моисеева / Андрей Миненков «Локомотив» Москва                     | Ольга Воложинская / Александр Свинин «Динамо» Москва          |
| 1982/83                    | Челябинск                  | Наталья Бестемьянова / Андрей Букин Вооружённые Силы Москва   | Ольга Воложинская / Александр Свинин «Динамо» Москва                    | Наталья Карамышева / Ростислав Синицын «Зенит» Днепропетровск |
| 1983/84                    | Ташкент                    | Елена Батанова / Алексей Соловьёв Вооружённые Силы Москва     | Майя Усова / Александр Жулин «Спартак» Москва                           | Наталья Анненко / Генрих Сретинский «Труд» Московская область |
| 1984/85                    | Днепропетровск             | Марина Климова / Сергей Пономаренко «Спартак» Москва          | Наталья Бестемьянова / Андрей Букин Вооружённые Силы Москва             | Наталья Анненко / Генрих Сретенский «Труд» Московская область |
| 1985/86                    | Ленинград                  | Марина Климова / Сергей Пономаренко «Спартак» Москва          | Наталья Анненко / Генрих Сретенский Вооружённые Силы Московская область | Майя Усова / Александр Жулин «Спартак» Москва                 |
| 1986/87                    | Вильнюс                    | Наталья Бестемьянова / Андрей Букин Профсоюзы Москва          | Наталья Анненко / Генрих Сретенский Вооружённые Силы Московская область | Майя Усова / Александр Жулин Профсоюзы Москва                 |
| 1987/88                    | Ереван                     | Марина Климова / Сергей Пономаренко Москва                    | Наталья Анненко / Генрих Сретенский Московская область                  | Майя Усова / Александр Жулин Москва                           |
| 1988/89                    | Киев                       | Марина Климова / Сергей Пономаренко Москва                    | Наталья Анненко / Генрих Сретенский Московская область                  | Майя Усова / Александр Жулин Москва                           |
| 1989/1990                  | Ленинград                  | Марина Климова / Сергей Пономаренко Москва                    | Наталья Анненко / Генрих Сретенский Московская область                  | Майя Усова / Александр Жулин Москва                           |
| 1990/91                    | Минск                      | Майя Усова / Александр Жулин Москва                           | Оксана Грищук / Евгений Платов Москва                                   | Илона Мельниченко / Геннадий Каськов Москва                   |
| 1991/92                    | Киев                       | Оксана Грищук / Евгений Платов Москва                         | Анжелика Крылова / Владимир Фёдоров Москва                              | Ирина Романова / Игорь Ярошенко Москва                        |

### Пояснения к таблицам медалистов
В связи с давностью лет, малым количеством источников и неустоявшейся в то время терминологией трудно установить точное число довоенных чемпионатов, годы и места их проведения. До создания федерации турниры именовались и первенствами СССР, и всесоюзными турнирами сильнейших фигуристов. Проводились и чемпионаты Москвы и Ленинграда, которые в связи со слабым развитием фигурного катания в стране фактически также являлись чемпионами страны. В ряде авторитетных источников содержатся противоречивые данные.
- * — "Энциклопедия «Динамо» указывает, что К.Лихарев был чемпионом СССР 1929, а И.Богоявленский — 1933—35 годов[1], однако, согласно статье Н. А. Панина и А. Е. Ордынского, опубликованной в журнале «Физкультура и спорт» № 7 от 1938 года, чемпионату 1938 года предшествовал четырёхлетний перерыв[9]. Хотя «Физкультура и спорт» за 1933—1936 годы не упоминает о проведении каких-либо всесоюзных турниров[10], «Красный спорт» даёт подробный отчёт о соревновании 17-18 февраля 1937, в котором фигуристы «оспаривали звание чемпиона СССР»[11]. Есть источники утверждающие, что И.Богоявленский был однократным чемпионом СССР (1933 года)[12].
- ** — Существуют разногласия, считать ли турнир, прошедший в 1937 году в Москве, чемпионатом страны. «На катке ЦДКА (Москва) 17 и 18 февраля 1937 г. фигуристы Москвы и Ленинграда оспаривали звание лучшего фигуриста СССР.», — пишет в своей статье И. Вонзблейн[13]. «После четырёхлетнего перерыва состоялись соревнования на первенство Союза ССР по фигурному катанию.», — напишут в следующем году Н. Панин и А. Ордынский[9].
- *** — Федерация фигурного катания России на своём сайте даёт сведения о семи победах Татьяны Гранаткиной[14] в чемпионатах СССР в качестве одиночницы, однако по сведениям "Энциклопедии «Динамо» у Т.Гранаткиной лишь два чемпионства в одиночном разряде[1].